# Eschbach (Bas-Rhin)
Eschbach (Duits: Eschbach im Unterelsass) is een gemeente in het Franse departement Bas-Rhin (regio Grand Est) en telde op 1 januari 2022 958 inwoners.

## Geschiedenis
Eschbach maakte deel uit van het arrondissement Wissembourg tot dit op 1 januari 2015 fuseerde met het arrondissement Haguenau tot het huidige arrondissement Haguenau-Wissembourg. Op 22 maart van datzelfde jaar ging ook het kanton Wœrth, waar de gemeente onder viel, op in het op die dag gevormde kanton Reichshoffen.

## Geografie
De oppervlakte van Eschbach bedroeg op 1 januari 2022 3,97 vierkante kilometer; de bevolkingsdichtheid was toen 241,3 inwoners per km².

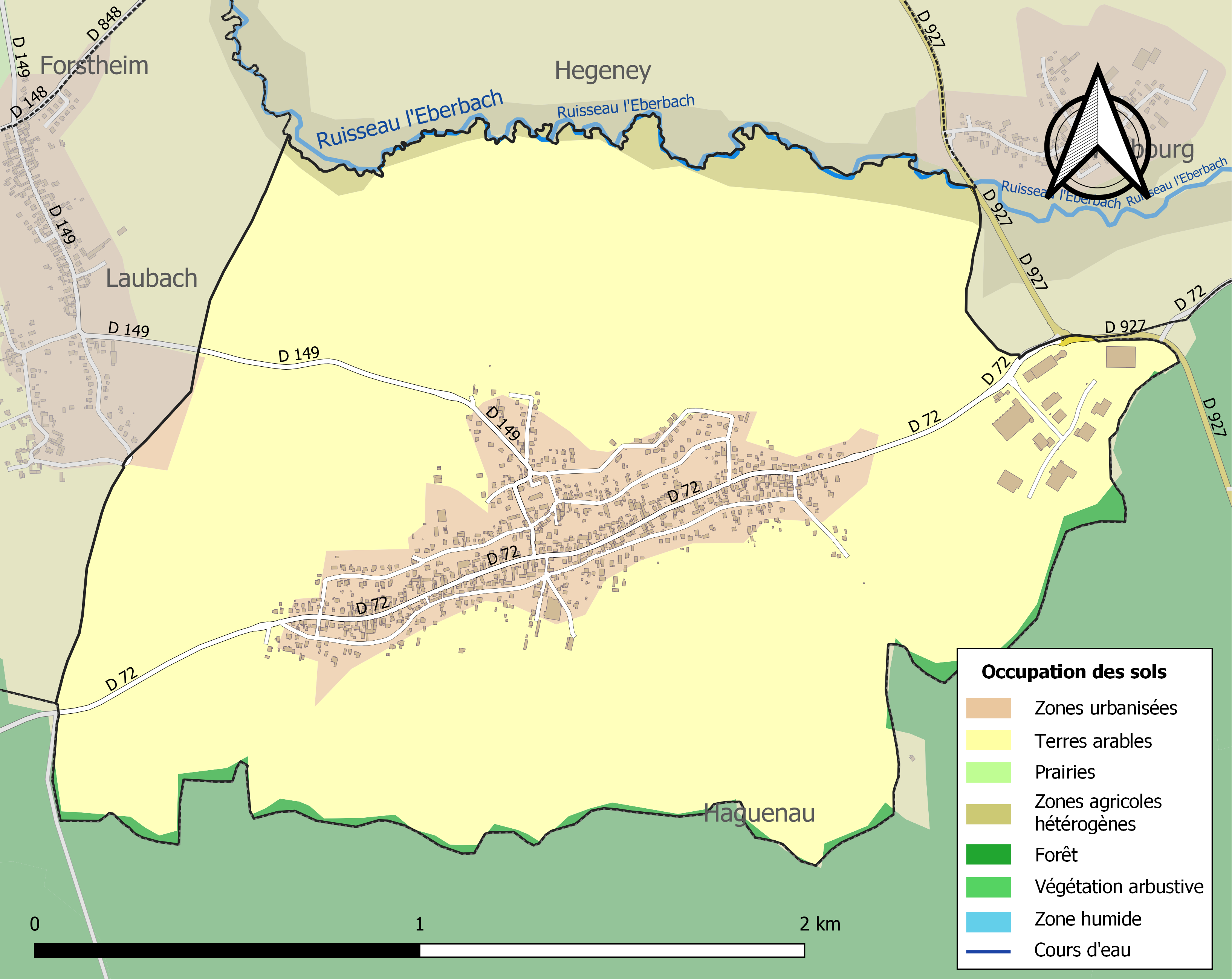
Kaart van de gemeente met de belangrijkste infrastructuur, bodemgebruik en omliggende gemeenten

## Demografie
Onderstaande figuur toont het verloop van het inwonertal (bron: INSEE-tellingen).